# Damien Monier
Damien Monier (Clarmont d'Alvèrnia, 27 d'agost de 1982) és un ciclista francès, professional des del 2004 i que actualment corre al Bridgestone Anchor.
En el seu palmarès destaca una victòria d'etapa al Giro d'Itàlia de 2010.

## Palmarès
- 2002
  -  Campió de França de contrarellotge sub-23
- 2003
  - 1r a la Chrono des Herbiers sub-23
- 2005
  -  Campió de França de persecució
- 2008
  -  Campió de França de persecució
- 2010
  - Vencedor d'una etapa al Giro d'Itàlia
- 2014
  - Vencedor d'una etapa al Tour de Constantina
- 2016
  - 1r al Tour de Guadalupe i vencedor d'una etapa
- 2017
  - Vencedor d'una etapa al Tour de Kumano

### Resultats al Giro d'Itàlia
- 2008. 111è de la classificació general
- 2010. 89è de la classificació general. Vencedor d'una etapa

#### Resultats a la Volta a Espanya
- 2007. 129è de la classificació general
- 2009. 65è de la classificació general

#### Resultats al Tour de França
- 2010. 71è de la classificació general